# Muncelu (okręg Vrancea)
Muncelu – wieś w Rumunii, w okręgu Vrancea, w gminie Străoane. W 2011 roku liczyła 825
mieszkańców